# Cyperus meyenianus
Cyperus meyenianus är en halvgräsart som beskrevs av Carl Sigismund Kunth. Cyperus meyenianus ingår i släktet papyrusar, och familjen halvgräs. Inga underarter finns listade i Catalogue of Life.